# Auyantepuia laurae
Espèce
Auyantepuia laurae est une espèce de scorpions de la famille des Chactidae.

## Distribution
Cette espèce est endémique de Guyane. Elle se rencontre vers le saut Sabbat à Mana.

## Description
La femelle holotype mesure 28,2 mm, les femelles mesurent de 22,4 à 28,2 mm,.
Le mâle mesure 20,6 mm.

## Étymologie
Cette espèce est nommée en l'honneur de Laura Ythier.

## Publication originale
- Ythier, 2015 : A new species of Auyantepuia González-Sponga, 1978 (Scorpiones, Chactidae) from French Guiana. ZooKeys, no 539, p. 97-109 (texte intégral).